# أتيزوليزوماب
الأتيزوليزوماب (بالإنجليزية: Atezolizumab)‏ هو دواء يُستعمل في علاج:
- سرطان المثانة
- سرطان القولون
- سرطانة الخلية الكلوية